# Seznam císařství
Toto je seznam císařství podle jednotlivých kontinentů. V minulosti existovala na těchto kontinentech tato císařství:

## Evropa
- Římské císařství (27 př. n. l.–395)
- Západořímská říše (395–476/480) a Byzantská říše (395–1453)
- Svatá říše římská národa německého (800/962–1806)
- Latinské císařství (1204–1261)
- Ruské impérium (1721–1917)
- Rakouské císařství (1804–1867) (později jako Rakousko-Uhersko (1867–1918))
- První (1804–1814) a Druhé Francouzské císařství (1852–1870)
- Německé císařství (1871–1918)
- Bulharské carství (1908–1946)

## Afrika
- Habešské císařství
- Středoafrické císařství (krátkodobé trvání)

## Amerika
- Brazilské císařství
- První Mexické císařství
- Druhé Mexické císařství
- Haiti (krátkodobé trvání, mezinárodně neuznané)

## Asie
- Čínské císařství
- Korejské císařství (korejský král se roku 1897 sám prohlásil císařem)
- Indické císařství (britská královna Viktorie přijala císařský titul roku 1876)
- Japonské císařství (1868–1945)
- Mandžukuo (krátkodobé trvání 1932–1945, loutkový stát Japonska)
- Mughalská říše
- Nikájské císařství
- Trapezuntské císařství
- Vietnamské císařství